# Громов, Борис Иванович
Борис Иванович Громов (7 февраля 1930, Москва, Российская СФСР, СССР — 2 ноября 2005, Санкт-Петербург, Россия) — вице-адмирал ВМФ СССР, народный депутат Красногвардейского района, доктор военных наук и доктор физико-математических наук, профессор.

## Биография
Родился 7 февраля 1930 года в Москве в роддоме Груэрмана на Арбате. Был старшим сыном в семье потомственного военного из старинного дворянского рода.
Окончив 7 классов средней школы, сбежал с воинским эшелоном в Мурманск, где напросился юнгой сначала на корабли вспомогательного флота, а затем прибился к подводникам, на всю жизнь «заразившись» любовью к подводному флоту. Участник Петсамо-Киркенесской наступательной операции Карельского фронта и Северного флота по освобождению Норвегии от немецко-фашистских захватчиков, где во время высадки десанта, будучи юнгой, встал у орудия и прикрывал артиллерийским огнём высадку отряда морской пехоты на побережье посёлка Луостари. Был представлен к награждению медалью «За отвагу». По завершении Великой Отечественной войны был направлен для прохождения обучения в Ленинградское военно-морское подготовительное училище.
С 1952 по 1953 годы являлся слушателем Курсов подводного плавания при Учебном отряде подводного плавания им. С. М. Кирова. По окончании курсов (1953), был направлен на Северный флот. В 1953—1955 годах являлся командиром штурманской боевой части, а с 1954 года — помощник командира подводной лодки С-17 «Советская Сванетия». С 1955 по 1957 года был старшим помощником командира подводной лодки С-16 «Герой Советского Союза Нурсеитов», а с февраля 1956 года — командир С-155. С 1957 по 1958 года являлся слушателем Высших специальных офицерских классов в Ленинграде. С 1958 по 1961 года — командир подводной лодки С-282, а С 1961 по 1964 года был командиром атомной подводной лодки К-149. С ноября 1962 года отправлен на службу в 31-ю дивизию 1-й флотилии подводных лодок Северного флота.
С 1964 по 1967 года — заместитель командира 31-й дивизии атомных подводных лодок. С 1967 по 1970 года являлся слушателем Военно-морской академии. С 1970 по 1974 года — командир 8-й дивизии 15-й эскадры подводных лодок на Камчатке. Капитан 1 ранга, командир подводной лодки К-253 проекта 667А. Участник первого в истории советского Военно-Морского Флота группового плавания лодок в подводном положении вокруг земного шара в 1966 году.
8 ноября 1971 года присвоено звание контр-адмирал, и с 1974 по 1979 годы — командующий 2-й флотилии подводных лодок Тихоокеанского флота. С 13 февраля 1976 года — вице-адмирал. Участвовал в 19 подводных автономных плаваниях для несения боевого дежурства в Мировом океане.
С 1979 по 1989 года — начальник Высших специальных офицерских классов ВМФ в Ленинграде. Являлся доктором военных наук, а также доктором физико-математических наук. С 1986 года — профессор.
С 8 апреля 1989 года в запасе, а с 1990 года — в отставке.
Скончался в результате инсульта 2 ноября 2005 года в Санкт-Петербурге. Похоронен на Серафимовском мемориальном кладбище.

Могила Громова на Серафимовском кладбище Санкт-Петербурга.

## Общественная деятельность
Народный депутат Красногвардейского района города Ленинград. Делегат XXV съезда Коммунистической партии Советского Союза.

## Награды
- Орден Красного Знамени
- Орден Ленина
- Орден «За службу Родине в Вооружённых Силах СССР» 3 степени
- Медаль За отвагу